# Keeth Smart
Keeth Thomas Smart (ur. 29 lipca 1978 w Brooklynie) – amerykański szermierz, szablista, srebrny medalista olimpijski.
Na igrzyskach olimpijskich w Sydney w 2000 roku zajął 30. miejsce indywidualnie. Podczas rozgrywanych cztery lata później igrzysk olimpijskich w Atenach był czwarty drużynowo i piętnasty indywidualnie. Brał też udział w igrzyskach olimpijskich w Pekinie w 2008 roku, gdzie reprezentacja USA w składzie: Timothy Morehouse, Jason Rogers, Keeth Smart i James Williams zdobyła srebrny medal w rywalizacji drużynowej. W zawodach indywidualnych zajął tym razem szóstą pozycję. 
Nie zdobył medalu mistrzostw świata. Zdobył za to brązowy medal drużynowo podczas igrzysk panamerykańskich w Winnipeg w 1999 roku.
Czterokrotnie zdobywał złote medale mistrzostw panamerykańskich: w rywalizacji drużynowej i indywidualnej na MP w Montrealu (2007) i MP w Querétaro (2008).
Jego siostra, Erinn Smart, także uprawiała szermierkę.